# Schloss Lichtenau im Waldviertel

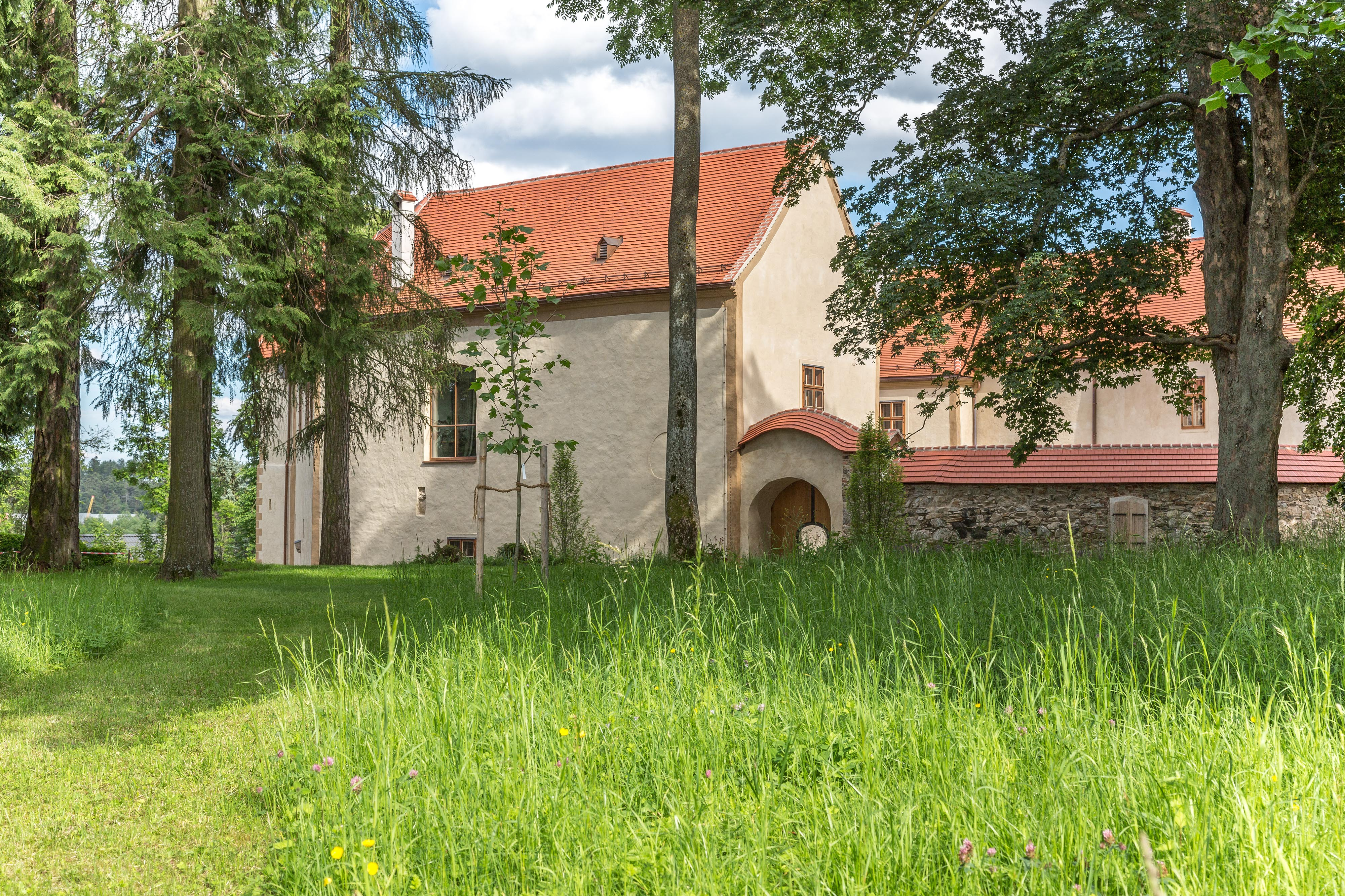
Schloss Lichtenau im Waldviertel

Schloss Lichtenau im Waldviertel steht erhöht gelegen im Süden des Ortes der Marktgemeinde Lichtenau im Waldviertel im Bezirk Krems-Land in Niederösterreich. Das Schloss und die umgebenden Wehranlagen stehen unter Denkmalschutz (Listeneintrag).

## Geschichte
Die Burg war Stammsitz eines danach benannten Geschlechtes. Erstmals urkundlich erwähnt, soll sich 1101 ein Konrad von Lichtenau dem Kreuzzug angeschlossen haben. Anfang des 13. Jahrhunderts dürfte die Familie mit Ludwig von Lichtenau erloschen sein. Er wurde „von einem Pfeile getroffen“ in Böhmen getötet und seinem Wunsch gemäß im Stift Zwettl begraben, dessen Förderer er zu Lebzeiten war. Auf ihn folgten die Namen zahlreicher bekannter Geschlechter wie Neudegg, Bschänik, Althan, Trauttmansdorff, Sinzendorf, Herberstein und Stiebar. 1803 kaufte Anton von Meidl Brunn und Lichtenau, dem 1805 seine Witwe Franzisca folgte, die es 1812 wieder dem Agronomen Joseph Michael von Ehrenfels verkaufte. Mit ihm begann Obstbau, Schafzucht und Bienenzucht in Lichtenau. Erwähnenswert ist sein Enkel, der Philosoph Christian Freiherr von Ehrenfels (1859–1932), der einen Teil seines Lebens hier verbrachte und als Vordenker an den Universitäten Graz und Prag lehrte. Seine Tochter, die Schriftstellerin Imma von Bodmershof (1895–1982) wurde bekannt durch Romane und Erzählungen. Sie erhielt 1959 den großen österreichischen Staatspreis für Literatur.
2020 wechselte das Schloss abermals seinen Besitzer. Es wurde in den Jahren 2020 bis 2024 vollständig renoviert und dient als privater Wohnsitz mit landwirtschaftlichem Betrieb.

## Architektur
Die Dreiflügelanlage ist von einer Mauer und von einem gut erhaltenen Wallgraben umgeben. Westseitig befindet sich wohl der Halsgraben einer ehemaligen Burg aus dem 12. Jahrhundert.
Die zweigeschoßige dreiflügelige Anlage entstand wohl im Kern im 15. Jahrhundert und wurde im 16. Jahrhundert umgebaut um einen unregelmäßigen Hof. Ein drittes Geschoß wurde im Anfang des 20. Jahrhunderts abgetragen. Die glatten Außenfronten zeigen schlichte Fensterfaschen. Am geknickten Ostflügel gibt es einen rechteckigen Vorbau mit einer ehemaligen Kapelle im Obergeschoß. Ein dreiseitiger Vorbau steht an der Südostkante. Am Südflügel befinden sich Kragkonsolen.
Hofseitig sind im Erdgeschoß Reste von ornamentalen Sgraffito-Fensterrahmungen aus der zweiten Hälfte des 16. Jahrhunderts erhalten. In der Nordostecke gibt es ein spätgotisches Schulterbogenportal. 1985 wurden in der Südostecke korbbogige Arkaden freigelegt.
Die Keller im Südflügel haben durchgehend den Bauknicken folgend Stichkappentonnengewölbe auf Wandpfeilern aus der ersten Hälfte des 15. Jahrhunderts. Im Erdgeschoß gibt es ein Tonnengewölbe und eine teils alte Holzbalkendecke. Im Obergeschoß gibt es in der ehemaligen Kapelle ein siebenteiliges Sterngratgewölbe um die Mitte des 16. Jahrhunderts. Der Vorbau an der Südostkante beinhaltet ein neugotisches Sterngratgewölbe und Spitzbogenfenster aus dem Anfang des 20. Jahrhunderts.